# Якоби, Майк
Майк Я́коби (англ. Mike Jacoby; 20 мая 1969, Белвью, Штат Вашингтон, США) — профессиональный американский сноубордист. Выступал в параллельных дисциплинах, слаломе и гигантском слаломе.
Участник Олимпийских игр в Нагано. Чемпион мира 1997 года в параллельном слаломе и двукратный серебряный призёр чемпионатов мира (1996 и 1997) в гигантском слаломе. Обладатель кубка мира в общем зачёте (1995/96). Победитель кубка мира в параллельных дисциплинах (1994/95). Двукратный обладатель кубка мира в гигантском слаломе (1994/95 и 1995/96). 9-кратный победитель и 22-кратный призёр этапов кубка мира.

## Результаты

### Олимпийские игры
| Дата           | Место проведения | Дисциплина        | Место |
| -------------- | ---------------- | ----------------- | ----- |
| 8 февраля 1998 | Нагано           | Гигантский слалом | 17    |

### Чемпионаты мира
| Дата           | Место проведения | Дисциплина                     | Место |
| -------------- | ---------------- | ------------------------------ | ----- |
| 24 января 1996 | Лиенц            | Хафпайп                        | 19    |
| 27 января 1996 | Лиенц            | Гигантский слалом              | 2     |
| 22 января 1997 | Сан-Кандидо      | Гигантский слалом              | 2     |
| 25 января 1997 | Сан-Кандидо      | Параллельный слалом            | 1     |
| 13 января 1999 | Берхтесгаден     | Гигантский слалом              | 17    |
| 14 января 1999 | Берхтесгаден     | Параллельный гигантский слалом | 18    |
| 15 января 1999 | Берхтесгаден     | Параллельный слалом            | 27    |

### Кубок мира

#### Общий зачёт
- 1994/95 — -
- 1995/96 —  1-й
- 1996/97 — 14-й
- 1997/98 — 88-й
- 1998/99 — 48-й

#### Подиумы
| Дата            | Место проведения | Дисциплина          | Место |
| --------------- | ---------------- | ------------------- | ----- |
| 24 ноября 1994  | Целль-ам-Зе      | Параллельный слалом | 3     |
| 26 ноября 1994  | Целль-ам-Зе      | Гигантский слалом   | 3     |
| 6 декабря 1994  | Пицталь          | Слалом              | 2     |
| 13 января 1995  | Ле дез Альп      | Гигантский слалом   | 1     |
| 28 января 1995  | Бад-Хинделанг    | Параллельный слалом | 2     |
| 8 февраля 1995  | Бачелор          | Гигантский слалом   | 3     |
| 14 февраля 1995 | Брекенридж       | Гигантский слалом   | 3     |
| 23 февраля 1995 | Калгари          | Гигантский слалом   | 1     |
| 25 февраля 1995 | Калгари          | Параллельный слалом | 3     |
| 21 ноября 1995  | Целль-ам-Зе      | Гигантский слалом   | 2     |
| 22 ноября 1995  | Целль-ам-Зе      | Гигантский слалом   | 1     |
| 10 декабря 1995 | Бардонеккья      | Гигантский слалом   | 1     |
| 12 января 1996  | Ла-Бресс         | Гигантский слалом   | 1     |
| 6 февраля 1996  | Бад-Хинделанг    | Параллельный слалом | 2     |
| 10 февраля 1996 | Канбаяши         | Гигантский слалом   | 1     |
| 11 февраля 1996 | Канбаяши         | Слалом              | 2     |
| 16 февраля 1996 | Юмасе            | Гигантский слалом   | 1     |
| 8 марта 1996    | Бореал Ридж      | Слалом              | 3     |
| 10 марта 1996   | Альпин Мидоус    | Гигантский слалом   | 2     |
| 14 марта 1996   | Бачелор          | Гигантский слалом   | 2     |
| 29 ноября 1996  | Тинь             | Гигантский слалом   | 1     |
| 13 декабря 1996 | Уистлер          | Гигантский слалом   | 1     |